# Kančík managujský
Kančík managujský (Parachromis managuensis) je velký druh cichlidy pocházející ze sladkovodních biotopů ve Střední Americe, kde se vyskytuje od Hondurasu po Kostariku. Binomický název odkazuje na jezero Managua v Nikaragui, ze kterého byl holotyp získán. Je to ryba využívaná k jídlu a nachází se také v akvaristice, kde je různě známá jako jaguáří cichlida, aztécká cichlida, guapot skvrnitý a jaguár guapote. V Kostarice je tento kančík známý jako tygr guapote.

## Popis
Kančík managujský je robustní ryba stříbřité nebo zlatozelené až fialové barvy, s tmavším mechově zeleným odstínem na hřbetu. Břicho je bělavé nebo nažloutlé. Řada několika velkých černých teček pak probíhá horizontálně podél oblasti boční linie. Ploutve jsou často tmavé až černě zbarvené, zvláště v období tření. Nejvýraznějším znakem je černý pruh. Samci dorůstají celkové délky 65 centimetrů a samice 40 centimetrů. Samici také chybí prodloužené hřbetní ploutve.

## Chov
Kančík managujský obývá jezera a preferuje kalné vody s bahnitým dnem. Je to masožravý, vysoce dravý druh. Dospělí jedinci se živí převážně malými rybami, zatímco mláďata se spoléhají na řadu bezobratlých živočichů. Preferuje zakalená, eutrofní jezera, často se vyskytující v teplé vodě ochuzené o kyslík. Jeho původním substrátem jsou bahenní dna, ale lze jej nalézt také v rybnících a pramenech s písčitým dnem pokrytým rostlinnými zbytky. Tento druh obývá jezera v tropickém klimatu a preferuje vodu s pH 7,0–8,7, tvrdostí vody 10–15 dGH a teplotním rozsahem 25 až 36 °C.

## Rozšíření
Přirozené rozšíření sahá od řeky Ulúa v Hondurasu do povodí řeky Matina v Kostarice. To bylo důležité ve Střední Americe a ve Spojených státech, jako zdroj potravy, pro akvaristiku a kontrolu rybích populací.

## Ohrožení
Tento druh byl vyhodnocen IUCN jako málo dotčený druh. Vyskytuje se v chráněné oblasti Maquenque National Wildlife Refuge.